# Wohl-Aue-Reaktion
Die Wohl-Aue-Reaktion ist eine chemische Reaktion zwischen einer aromatischen organischen Nitroverbindung und  Anilin oder einem Anilin-Derivat, bei der in Gegenwart einer Base ein Phenazin entsteht. Ein Beispiel ist die Reaktion zwischen Nitrobenzol und Anilin:
Die Reaktion wurde nach den beiden Chemikern Alfred Wohl und Wilhelm Aue benannt, die das Verfahren 1901 erstmals publizierten.